# Зчеплення (механіка)

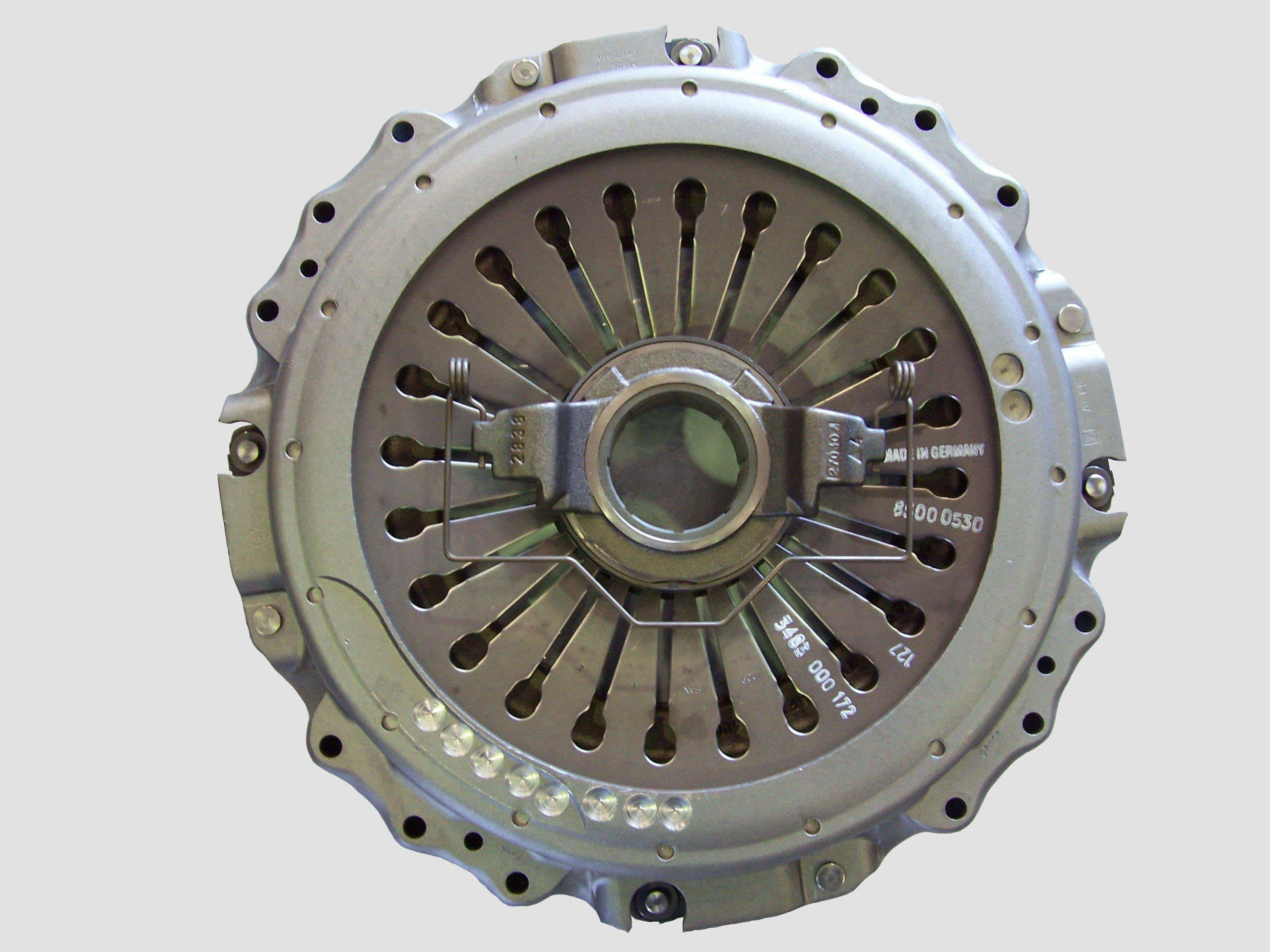
Муфта зчеплення з діафрагмовою пружиною у зборі

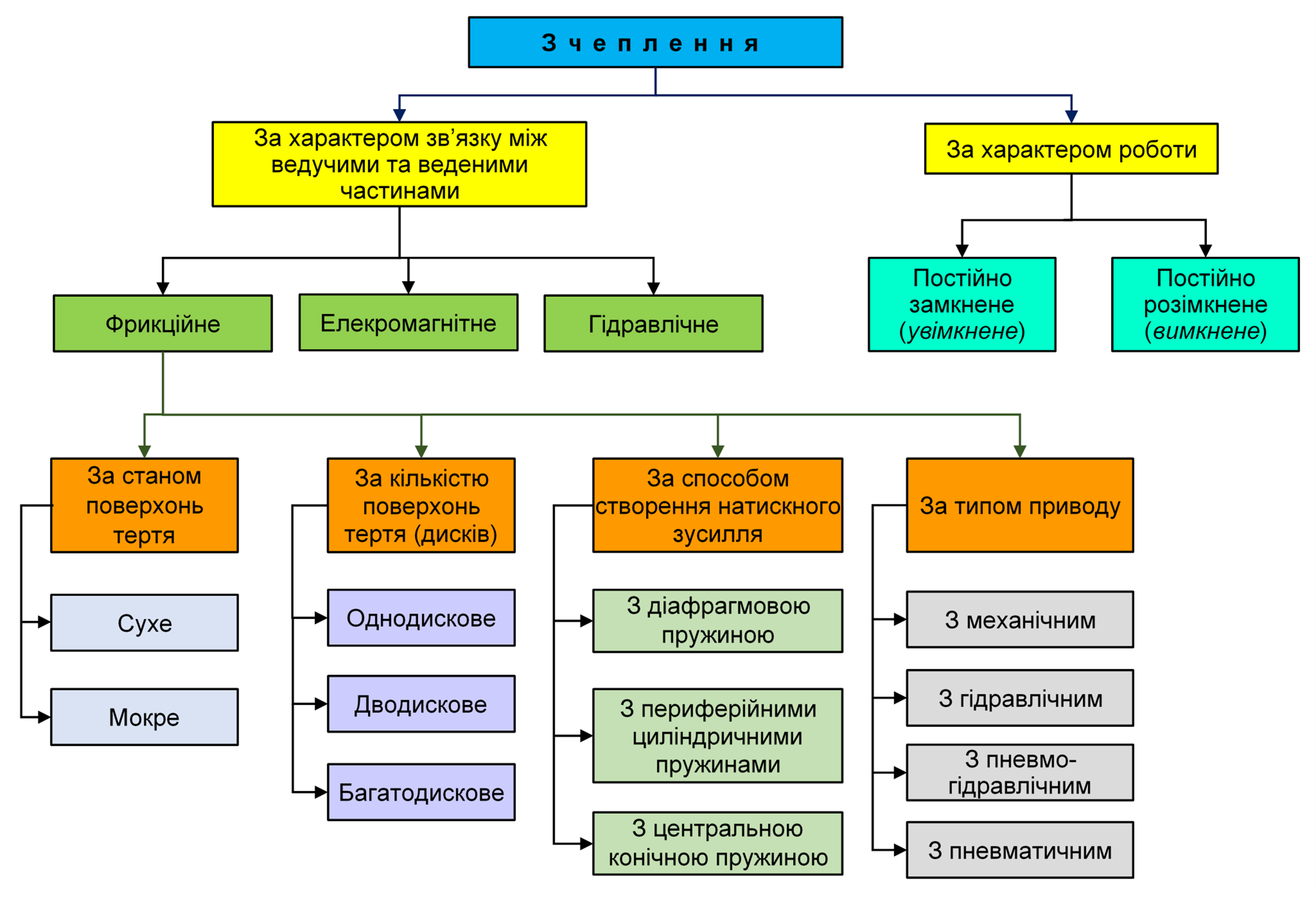
Різновиди автомобільних зчеплень

Зчеплення (муфта зчеплення) — механізм, що з'єднує двигун із трансмісією та дає змогу тимчасово роз'єднувати їх під час перемикання передач, гальмування і зупинки. Основа роботи зчеплення — це фрикційна взаємодія дисків, що знаходяться на обох валах і може розглядатися як один з видів фрикційних муфт.
Ще одна важлива функція, яку виконує зчеплення — це можливість плавно рушати автомобілем з місця. У зв'язку з тим, що вал двигуна обертається, а вал трансмісії перебуває у нерухомому положенні, початок руху без зчеплення є неможливим, оскільки воно дає можливість валам плавно притертись один до одного, забезпечуючи плавне збільшення крутного моменту, та почати рух. У випадку якщо обидва вали різко з'єднати, то нерухомий вал трансмісії заклинить вал двигуна, що обертається, і автомобіль заглухне.
На сучасних легкових автомобілях в основному встановлюється однодискове зчеплення із однією центральною діафрагмовою пружиною у вигляді зрізаного конуса. Радіально розміщені пелюстки пружини є пружними елементами та водночас витискними важелями.
На тракторах і на бронетехніці використовується еквівалентний термін — фрикціон.